# Николаевское муниципальное образование (Иркутская область)
Николаевское муниципальное образование — муниципальное образование со статусом сельского поселения в 
Тайшетском районе Иркутской области России. Административный центр — поселок Николаевка.

## Демография
По результатам Всероссийской переписи населения 2010 года 
численность населения муниципального образования составила 1072 человека, в том числе 521 мужчина и 551 женщина.

## Населённые пункты
В состав муниципального образования входят населённые пункты
- Николаевка
- Новошелехова[2]